# Jacqueline Berenstein-Wavre
Jacqueline Berenstein-Wavre (* 26. Dezember 1921 in Merkwiller-Pechelbronn (Elsass); heimatberechtigt in Neuenburg und Genf; † 22. Januar 2021) war eine Schweizer Lehrerin, Grossrätin und Frauenrechtlerin aus dem Kanton Genf.

## Leben
Jacqueline Berenstein-Wavre war eine Tochter von Robert Wavre, Ingenieur, und Esther de Montmollin. Im Jahr 1970 heiratete sie Alexandre Berenstein.
Berenstein wuchs bei ihren Grosseltern in Merkwiller-Pechelbronn auf. Sie besuchte die Schule für Sozialarbeit und studierte Wirtschafts- und Sozialwissenschaften in Genf. Sie unterrichtete an verschiedenen Schulen, wo sie insbesondere die Berufsberatung einführte.
Sie sass von 1963 bis 1973 als Vertreterin der Sozialdemokratischen Partei der Schweiz (SP) im Gemeinderat der Stadt Genf. Als erste Frau hatte sie von 1968 bis 1969 dessen Präsidium inne. Von 1973 bis 1989 amtierte sie als Grossrätin des Kantons Genf. Als Präsidentin des Bunds Schweizerischer Frauenorganisationen von 1975 bis 1980 und der Fondation du Collège du travail bemühte sie sich um die Wahrung des politischen Bewusstseins der Arbeiterschaft und um die Aufwertung der Hausarbeit. Sie war eine der Initiantinnen des 1981 angenommenen Verfassungsartikels über die Gleichberechtigung von Mann und Frau und aktives Mitglied in Friedensorganisationen. Ab 1965 war sie im Redaktionsausschuss der Monatszeitschrift Femmes Suisses.
Berenstein-Wavre verstarb im Alter von 99 Jahren.

## Werke
- Ménagère aujourd’hui: Résultat d’une enquête sur le budget temps-ménage de 1300 femmes de Suisse romande. In: Femmes suisses. Meyrin 1974.

## Film
- Jacqueline Berenstein-Wavre et la cause des femmes. Association Plans-fixes, Yverdon-les-Bains 1993 (Video).